# Phorocera flavipennis
Phorocera flavipennis là một loài ruồi trong họ Tachinidae.